# Грішечкін Ігор Володимирович
І́гор Володи́мирович Грі́шечкін (Гришечкін) (нар. 9 травня 1989 — 2 березня 2016) — сержант Збройних сил України, учасник російсько-української війни.

## Життєпис
Народився 1989 року в селищі Приозерне Корабельного району Херсона, у сім'ї військових.
Прадід воював у Першу світову війну, а дід воював в Афганській війні.
Протягом 2000—2004 років навчався в Білозерській ЗОШ № 3.
Навчався в професійному технічному училищі за спеціальністю електромонтажник-зв'язківець.
В 2007—2008 роках проходив військову службу у ЗСУ. З 2008 по 2015 роки служив у підрозділі МНС рятувальником.
В часі війни — сержант, кулеметник 3 батальйону, 14-та окрема механізована бригада.
2 березня 2016 загинув у передмісті Красногорівки Мар'їнського району (Донецька область) під час виконання бойового завдання.
Похований у Меморіалі воїнів АТО на кладовищі Геологів у Херсоні.
Без Ігоря лишилися мама, дружина та син.

## Нагороди та вшанування
- 11 жовтня 2016 на фасаді Білозерської ЗОШ № 3 встановлено меморіальну дошку [3].
- Його портрет розміщений на меморіалі «Стіна пам'яті полеглих за Україну» в Києві[2]